# 콩고저빌
콩고저빌 또는 콩고테터릴(Taterillus congicus)은 쥐과에 속하는 저빌의 일종이다. 카메룬과 중앙아프리카공화국, 차드, 콩고민주공화국, 수단에서 발견되며, 우간다에서도 서식하는 것으로 추정된다. 자연 서식지는 건조 사바나 지대이다.